# David Batty
David Batty (* 2. Dezember 1968 in Leeds) ist ein ehemaliger englischer Fußballspieler. Der defensive Mittelfeldspieler verbrachte den Großteil seiner Karriere bei Leeds United und absolvierte für die englische Fußballnationalmannschaft zwischen 1991 und 1999 insgesamt 42 Länderspiele.

## Sportlicher Werdegang
Batty wuchs in Leeds auf, durchlief die Jugendmannschaften von Leeds United und debütierte am 21. September 1987 in der zweiten Liga beim 4:2-Sieg gegen Swindon Town. Er wurde schnell Stammspieler in der Mannschaft und stieg in der Saison 1989/90 in die erste Liga auf. Leeds und Batty etablierten sich schnell in der Eliteliga und ein guter vierter Platz in der ersten Spielzeit wurde durch die Meisterschaft in der Saison 1991/92 gekrönt. Zusätzlich wurde er in dieser Zeit in die englische Nationalmannschaft berufen und absolvierte seinen ersten Einsatz am 21. Mai 1991 im Wembley-Stadion gegen die Mannschaft der Sowjetunion. Darüber hinaus wurde er in den Kader der EM 1992 in Schweden berufen.
Das folgende Jahr gestaltete sich in Leeds nach Spielerverkäufen, wie beispielsweise Éric Cantona zu Manchester United, schwierig und es folgte eine sportliche Krise. Nach der Saison 1992/93 wurde Batty dann im Oktober 1993 nach einem Streit mit dem Trainer Howard Wilkinson für eine Ablöse von 2,75 Millionen Pfund zum Vizemeister Blackburn Rovers transferiert.
In Blackburn konnte Batty seine guten Leistungen nicht fortführen und sein Beitrag zur Meisterschaft des Vereins in der Saison 1994/95 war aufgrund zahlreicher Verletzungen mit nur fünf Ligaeinsätzen minimal. Als „special dispensation“ hatte die Liga Batty die Medaille angeboten, der jedoch mit der Begründung ablehnte, dass seine Leistungen in der Saison keine solche Ehrung rechtfertigen würden. Ein weiterer negativer Höhepunkt war der Zusammenstoß mit seinem Mitspieler Graeme Le Saux in der Champions-League-Partie gegen Spartak Moskau, als Le Saux ihn, während beide den Ball spielen wollten, foulte.
Batty wechselte im März 1996 für 3,75 Millionen Pfund zu Newcastle United. Der Verein wurde von Kevin Keegan trainiert und Batty vervollständigte ein leistungsstarkes Mittelfeld, mit dessen Hilfe Newcastle in Battys ersten beiden Jahren jeweils die Vizemeisterschaft gewinnen konnte. Nach einer schwachen dritten Saison, an deren Ende Newcastle nur den 13. Platz belegte, nahm Batty an der WM 1998 in Frankreich teil. Nach vier Einsätzen in den Spielen schloss Batty die Weltmeisterschaft jedoch mit einem negativen Erlebnis ab, als er bei Englands Achtelfinal-Niederlage im Elfmeterschießen gegen Argentinien seinen Strafstoß gegen Carlos Roa verschoss.
Im Anschluss an eine mehrmonatige Verletzungsperiode nach der Weltmeisterschaft kehrte Batty im Dezember 1998 zu seinem Heimatverein Leeds United zurück. Dort baute der neue Trainer David O’Leary nach einer schwachen Phase des Vereins mit aufstrebenden Talenten wie Alan Smith und Harry Kewell  eine neue erfolgreiche Mannschaft auf. In den folgenden drei Jahren spielte Leeds im erweiterten Kreis der Meisterschaftsanwärter, wobei Batty jedoch mit weiteren Verletzungen zu kämpfen hatte. Ein Wadenbeinbruch sorgte dafür, dass er nicht an der EM 2000 in den Niederlanden und Belgien teilnehmen konnte und sogar die Fortführung seiner Karriere in Frage gestellt werden musste.
Im Spiel gegen den AFC Sunderland feierte Batty sein Comeback und erreichte später mit Leeds das Halbfinale in der Champions League, das der Verein gegen den FC Valencia verlor. Als sich spätestens im Jahr 2002 die finanziellen Probleme des Vereins und den daraus folgenden Spielerverkäufen in einem Niedergang der sportlichen Leistung auswirkten, wurde Batty nach der Demission O’Learys von dem neuen Trainer Terry Venables aus der Mannschaft ausgeschlossen und dauerhaft in die Reservemannschaft beordert. Aufgrund anhaltender Knieprobleme wurde ihm auch von Seiten der Vereinsführung die Möglichkeit zur Rückkehr in die erste Mannschaft trotz bestehenden Vertrags bis 2004 verweigert. Dessen ungeachtet absolvierte Batty dann in der Saison 2003/04 noch weitere Einsätze in der Profimannschaft, bevor er dann am Ende der Spielzeit seine Karriere als Fußballer beendete.

## Erfolge
- Englischer Meister: 1992